# Diplarrena
Diplarrena es un género con dos especies  de plantas herbáceas, perennes, rizomatosas, de hojas lineares perteneciente a la familia de las iridáceas.

## Descripción
Son mechones de hierbas perennes con un rizoma corto. Las hojas son basales, lineales, planas y están presente todo el año. El tallo es erecto, con unas pocas hojas. Las flores aparecen una a una desde una espata terminal de color verde, como el iris, pero claramente zigomorfa. Tiene seis tépalos blancos y un estilo con dos ramas filiformes.

## Taxonomía
El género fue descrito por Jacques Julien Houtton de La Billardière y publicado en Relation du Voyage à la Recherche de la Pérouse 1: 157. 1798.
Etimología
Diplarrena: nombre genérico que  es a menudo mal escrito como "Diplarrhena", un error que se inició con George Bentham en Flora Australiensis en 1873. El nombre del género se deriva de las palabras griegas diploos, que significa "doble", y arren, que significa "masculino".

## Especies aceptadas
A continuación se brinda un listado de las especies del género Diplarrena aceptadas hasta octubre de 2014, ordenadas alfabéticamente. Para cada una se indica el nombre binomial seguido del autor, abreviado según las convenciones y usos.	
- Diplarrena latifolia Benth. (1783)
- Diplarrena moraea Labill. (1800) - especie tipo